# Ädilbek Nijasymbetow
Ädilbek Säbituly Nijasymbetow (kasachisch Әділбек Сәбитұлы Ниязымбетов, russisch Адильбек Сабитович Ниязымбетов / Adilbek Sabitowitsch Nijasymbetow; * 19. Mai 1989 in Nukus, Karakalpakische ASSR, Usbekische SSR, UdSSR) ist ein kasachischer Boxer im Halbschwergewicht (-81 kg).

## Karriere
Ädilbek Nijasymbetow ist rund 1,82 m groß, Rechtsausleger und begann im Jahr 2000 mit dem Boxsport. Er gewann 2007 die Goldmedaille im Halbweltergewicht bei den Asien-Juniorenmeisterschaften und schied bei den Asienmeisterschaften 2009 im Viertelfinale des Mittelgewichts gegen Vijender Kumar aus. 2010 folgte der Gewinn einer Bronzemedaille im Mittelgewicht bei den World University Championships.
Anschließend stieg er ins Halbschwergewicht auf und konnte bei den Weltmeisterschaften 2011 in Baku die Silbermedaille erkämpfen, nachdem er erst im Finale gegen Julio César La Cruz unterlegen war. Zuvor hatte er Vladimir Cheles, Kim Hyeong-kyu, Jeysson Monroy, Meng Fanlong und Elshod Rasulov besiegt. Mit diesem Erfolg qualifizierte er sich für die Olympischen Spiele 2012 in London. Mit Siegen gegen Carlos Góngora, Ehsan Rouzbahani und Oleksandr Hwosdyk, sowie einer knappen Finalniederlage mit 15:15+ gegen Jegor Mechonzew, gewann er erneut die Silbermedaille.
2013 gewann er bei den Asienmeisterschaften und den Weltmeisterschaften in Almaty jeweils die Silbermedaille. Er unterlag dabei in den Finalkämpfen beide Male mit 1:2 gegen Oybek Mamazulunov und Julio César La Cruz.
2014 gewann er die Asienspiele und 2015 die Asienmeisterschaften. Er schlug dabei unter anderem Kim Hyeong-kyu, Ehsan Rouzbahani und Elshod Rasulov. Er war damit für die Weltmeisterschaften 2015 in Doha qualifiziert, wo er im Viertelfinale gegen Elshod Rasulov ausschied.
2016 qualifizierte er sich bei den asiatischen Ausscheidungskämpfen für die Olympischen Spiele 2016 in Rio de Janeiro. Durch Siege gegen Michail Dauhaljawez, Teymur Məmmədov und Joshua Buatsi erreichte er das Finale, wo er wieder gegen Julio César La Cruz unterlag und seine zweite olympische Silbermedaille gewann.